# Robert Bertie
Le général Lord Robert Bertie (14 novembre 1721 - 10 mars 1782) est un homme politique et un officier supérieur de l’armée britannique qui siège à la Chambre des communes de 1751 à 1782. 

## Famille
Il est le cinquième fils de Robert Bertie (1er duc d'Ancaster et Kesteven) et troisième fils de la deuxième épouse du duc, Albinia Farrington, et fait ses études au Collège d'Eton en 1728. En 1745, il hérite du domaine de sa mère à Chislehurst . 

## Carrière
Il rejoint les Coldstream Guards comme enseigne en 1737 et est promu lieutenant en 1741 et capitaine en 1744. Il obtient le brevet de colonel en 1752, de major général en 1758, de lieutenant général en 1760 et de général en 1777 . 
Il est colonel du Royal Fusiliers de 1754 à 1776 et de la 2e troupe de gardes à cheval de 1776 à 1782. Il est gouverneur de Cork de 1762 à 1768 et de Duncannon de 1768 à 1782 . 
Il est un Lord de la chambre à coucher du prince de Galles, futur roi George III, de 1751 jusqu'à sa mort. Il siège au Parlement pour Whitchurch de 1751 à 1754 et pour Boston de 1754 à 1782 . 
Il est décédé en 1782. En 1762, il épouse Mary, veuve de Robert Raymond, 2e baron Raymond et fille de Montague Blundell, 1er vicomte Blundell et n'ont pas d'enfants. 